# Distrikt Padre Márquez
Der Distrikt Padre Márquez liegt in der Provinz Ucayali in der Region Loreto in Nordost-Peru. Der Distrikt wurde am 2. Juli 1943 gegründet. Er besitzt eine Fläche von 2437 km². Beim Zensus 2017 wurden 3804 Einwohner gezählt. Im Jahr 1993 lag die Einwohnerzahl 3095, im Jahr 2007 bei 5560. Sitz der Distriktverwaltung ist die 164 m hoch am linken Flussufer des Río Ucayali gelegene Ortschaft Tiruntán mit 646 Einwohnern (Stand 2017). Tiruntán liegt knapp 70 km südsüdöstlich der Provinzhauptstadt Contamana.
Das Gebiet wird von der indigenen Volksgruppe der Shipibo-Conibo, die der Pano-Sprachfamilie angehören, besiedelt.

## Geographische Lage
Der Distrikt Padre Márquez liegt im peruanischen Teil des Amazonasbeckens im Südosten der Provinz Ucayali. Der Distrikt hat eine Längsausdehnung in WSW-ONO-Richtung von knapp 110 km sowie eine maximale Breite von 45 km. Der Río Ucayali durchquert den Distrikt in überwiegend nordwestlicher Richtung. Der westliche Teil des Distrikts wird über den Río Tahuaya entwässert.
Der Distrikt Padre Márquez grenzt im Westen und im Norden an den Distrikt Contamana, im Osten an den Distrikt Callería (Provinz Coronel Portillo) sowie im Süden an den Distrikt Nueva Requena (ebenfalls in der Provinz Coronel Portillo).